# Cartoons
Cartoons is een "technobilly-popband" uit Denemarken. Ze zijn het meest bekend van het nummer 'Doodah', dat een grote hit werd in diverse Europese landen, alsook van hun cover van het nummer Witch Doctor van David Seville  uit 1958. De bandleden vielen op door hun rare plastic kostuums en pruiken die Amerikaanse rock-'n-rollsterren uit de jaren 50 van de twintigste eeuw moeten voorstellen. De hits die ze hadden waren europop-covers van oude rockabilly-hits.

## Geschiedenis
Het sextet gebruikt de artiestennamen Toonie, Sponge, Shooter, Buzz, Puddy en Boop. Het eerste platenlabel waaraan ze verbonden waren was Flex Records. Later verhuisden ze naar EMI Denemarken.
Hun bekendste nummer uit 1999, Witch Doctor, bereikte in het Verenigd Koninkrijk nummer 2. Het lied wordt gekenmerkt door de tekst "ooh-ee-ooh-aah-aah", met een dancebeat en af en toe wat gitaarakkoorden. Vandaar dat het nummer ook tot de relatief kleine muziekstroming "technobilly" wordt gerekend. In Nederland was het nummer ook een redelijk succes. Het stond tien weken in de Nederlandse Top 40 en kwam uiteindelijk tot plaats 12.
In het Verenigd Koninkrijk had de groep eveneens succes met het nummer Doodah, dat in de top 10 kwam te staan, en het nummer Aisy Waisy, dat de top 20 bereikte. Deze nummers werden in Nederland geen hit. Het album Toonage bereikte de Album Top 20.
In België daarentegen wel. Zowel Witch Doctor als Doodah werd een grote hit. Aisy Waisy is amper bekend geworden in België.

## Discografie

### Albums
| Album met eventuele hitnotering(en) in de Nederlandse Album Top 100 | Datum van verschijnen | Datum van binnenkomst | Hoogste positie | Aantal weken | Opmerkingen |
| ------------------------------------------------------------------- | --------------------- | --------------------- | --------------- | ------------ | ----------- |
| Toonage                                                             | 1998                  | 22-05-1999            | 24              | 25           |             |
| Toontastic                                                          | 2000                  | -                     | -               | -            |             |
| Greatest Toons                                                      | 2005                  | -                     | -               | -            |             |

### Singles
| Single met eventuele hitnotering(en) in de Nederlandse Top 40 | Datum van verschijnen | Datum van binnenkomst | Hoogste positie | Aantal weken | Opmerkingen                 |
| ------------------------------------------------------------- | --------------------- | --------------------- | --------------- | ------------ | --------------------------- |
| Doodah                                                        | 1998                  | 15-8-1998             | tip5            |              | Nr. 56 in de Single Top 100 |
| Witch doctor                                                  | 1999                  | 22-5-1999             | 12              | 10           | Nr. 12 in de Single Top 100 |
| Aisy waisy                                                    | 1999                  | 4-9-1999              | tip8            |              | Nr. 34 in de Single Top 100 |

| Single met hitnotering(en) in de Vlaamse Ultratop 50 | Datum van verschijnen | Datum van binnenkomst | Hoogste positie | Aantal weken | Opmerkingen |
| ---------------------------------------------------- | --------------------- | --------------------- | --------------- | ------------ | ----------- |
| Doodah                                               | 1998                  | 12-09-1998            | 5               | 22           |             |
| Witch doctor                                         | 1999                  | 23-01-1999            | 9               | 11           |             |
| Yoko                                                 | 1999                  | 29-05-1999            | 41              | 3            |             |